# Lüsslingen-Nennigkofen
Lüsslingen-Nennigkofen est une commune suisse du canton de Soleure, située dans le district de Bucheggberg.
Elle est composée des anciennes communes de Lüsslingen et de Nennigkofen qui ont fusionné le 1er janvier 2013.

Vue aérienne de 1000 m par Walter Mittelholzer (1923)